# Rousses (Lozère)
Rousses – miejscowość i gmina we Francji, w regionie Oksytania, w departamencie Lozère. W 2013 roku jej populacja wynosiła 104 mieszkańców. Przez gminę przepływa rzeka Tarnon. 